# Barqueiro (Cabañas)
Barqueiro (llamada oficialmente O Barqueiro)  es un lugar español situado en la parroquia de Salto, del municipio de Cabañas, en la provincia de La Coruña, Galicia.

## Demografía
| Gráfica de evolución demográfica de Barqueiro entre 2000 y 2020 |
|                                                                 |
| Datos según el nomenclátor publicado por el INE.                |